# Gunungidia furcata
Gunungidia furcata är en insektsart som beskrevs av Kuoh 1991. Gunungidia furcata ingår i släktet Gunungidia och familjen dvärgstritar. Inga underarter finns listade i Catalogue of Life.